# Purba Bardhaman

Localisation du Purba Bardhaman sur la carte du Bengale-Occidental.

Purba Bardhaman est un district situé au centre de l'état du Bengale-Occidental en Inde.
Il est issu de la scission de l'ancien district de Bardhaman en 2017.
Son siège est situé à Bardhaman.